# Ærøskøbing
Ærøskøbing je město na ostrově Ærø v Dánsku, administrativní centrum komuny Ærø v regionu Syddanmark. Žije zde 937 obyvatel.

## Historie a současnost
Město bylo pravděpodobně založeno již ve 12. století a od počátku své existence bylo významným centrem obchodu na ostrově Ærø. V roce 1522 získalo obchodní monopol na ostrově, ale po rozdělení ostrova v roce 1634 už nemohlo obchodovat s celým ostrovem a proto se rozvinuly rovněž obchodní styky se Šlesvickem-Holštýnskem, různými přístavními městy Baltského moře a s Norskem.
V roce 1629 postihl rozsáhlé části města velký požár, nicméně zničené domy byly obnoveny a při obnově se navíc projevily umělecké tradice ostrova Fyn, Šlesvicko-Holštýnského vévodství a severního Německa. Městská architektura ze 17. století je v historickém centru města dodnes výborně zachována a v jeho uličkách je patrná historická atmosféra. V roce 2002 byla městu za starostlivost o své stavební památky udělena Cena Evropské unie za kulturní dědictví.
Ærøskøbing je v současnosti administrativním centrem obce Ærø. Nachází se zde například dvě střední školy, nemocnice, nový kostel z poloviny 18. století, nizozemský větrný mlýn z roku 1848 a několik muzeí.

## Galerie

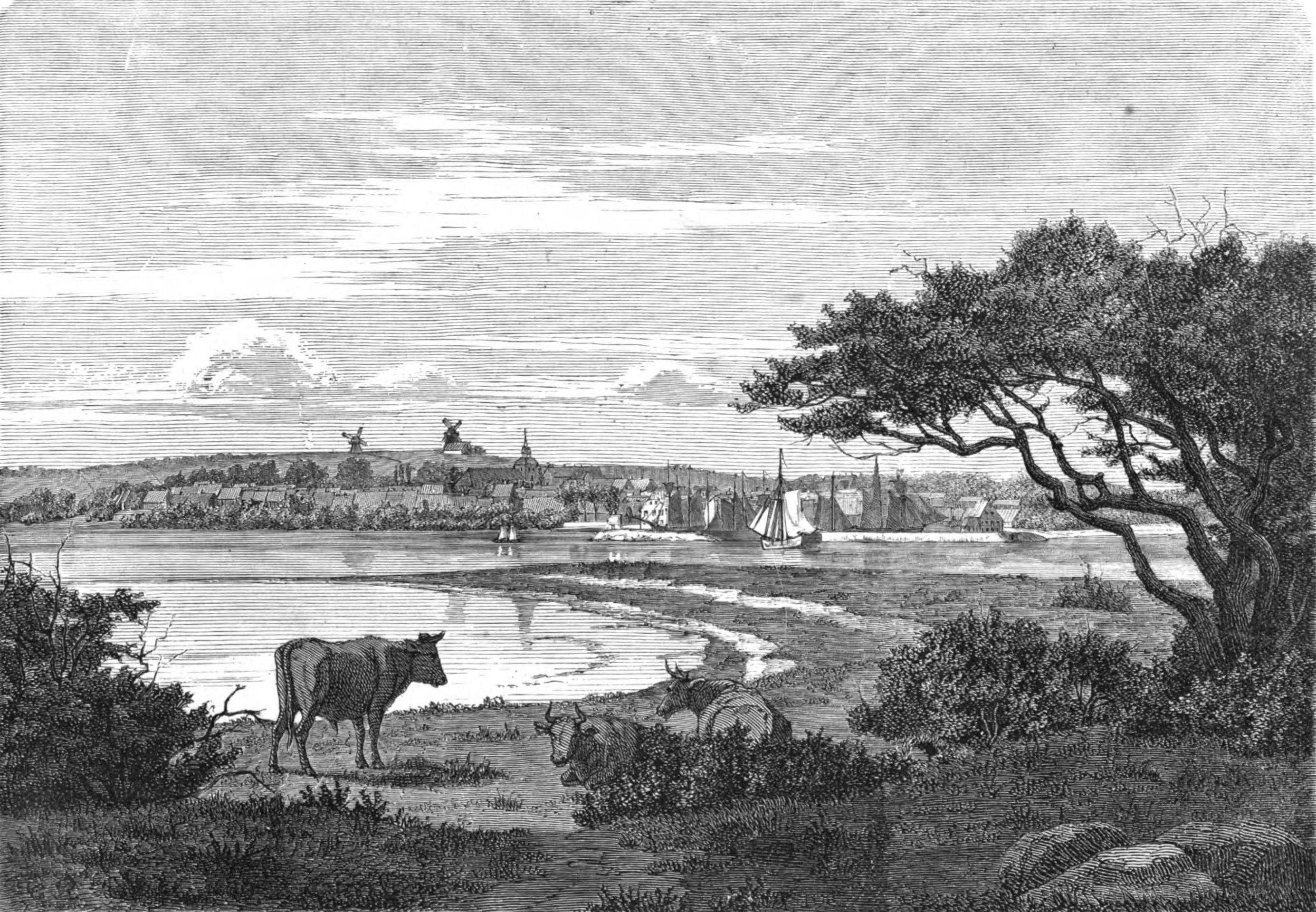
Pohled na město z ostrova Dejrø (1870)
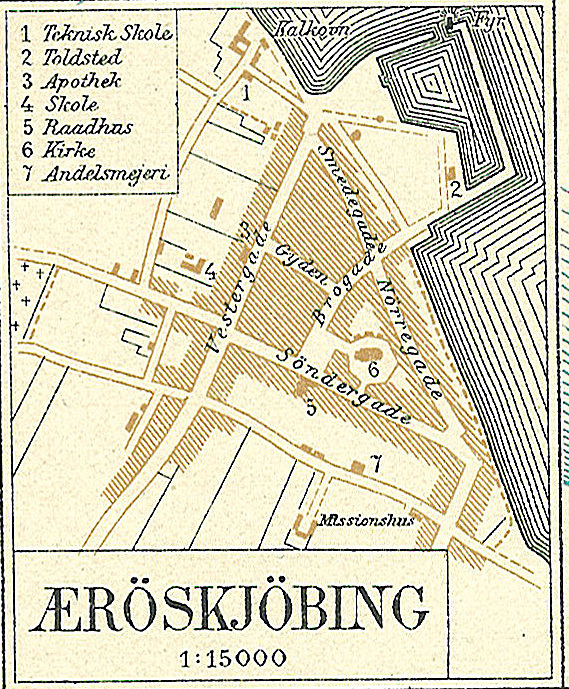
Mapa města (1900)
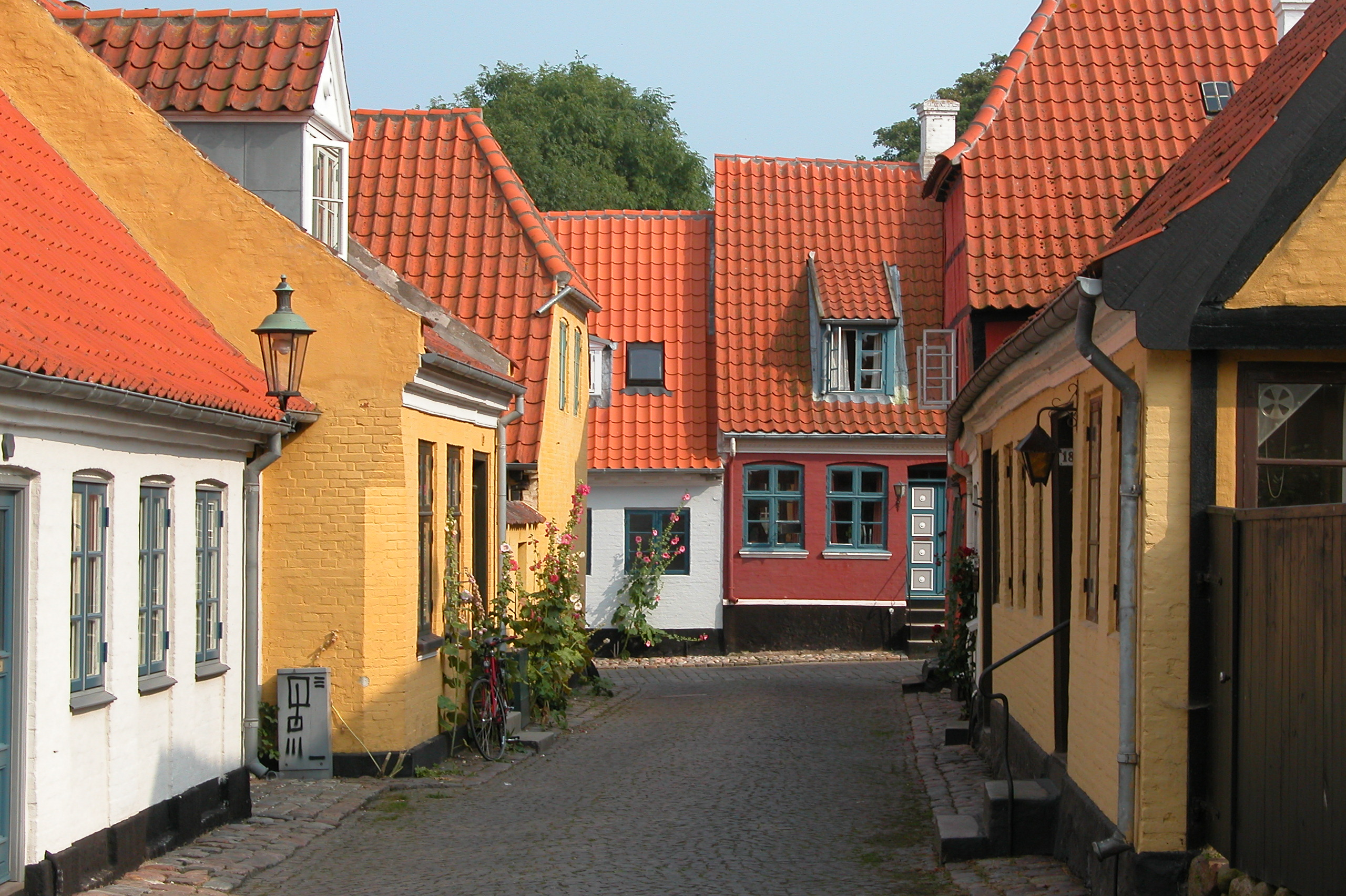
Historická zástavba města
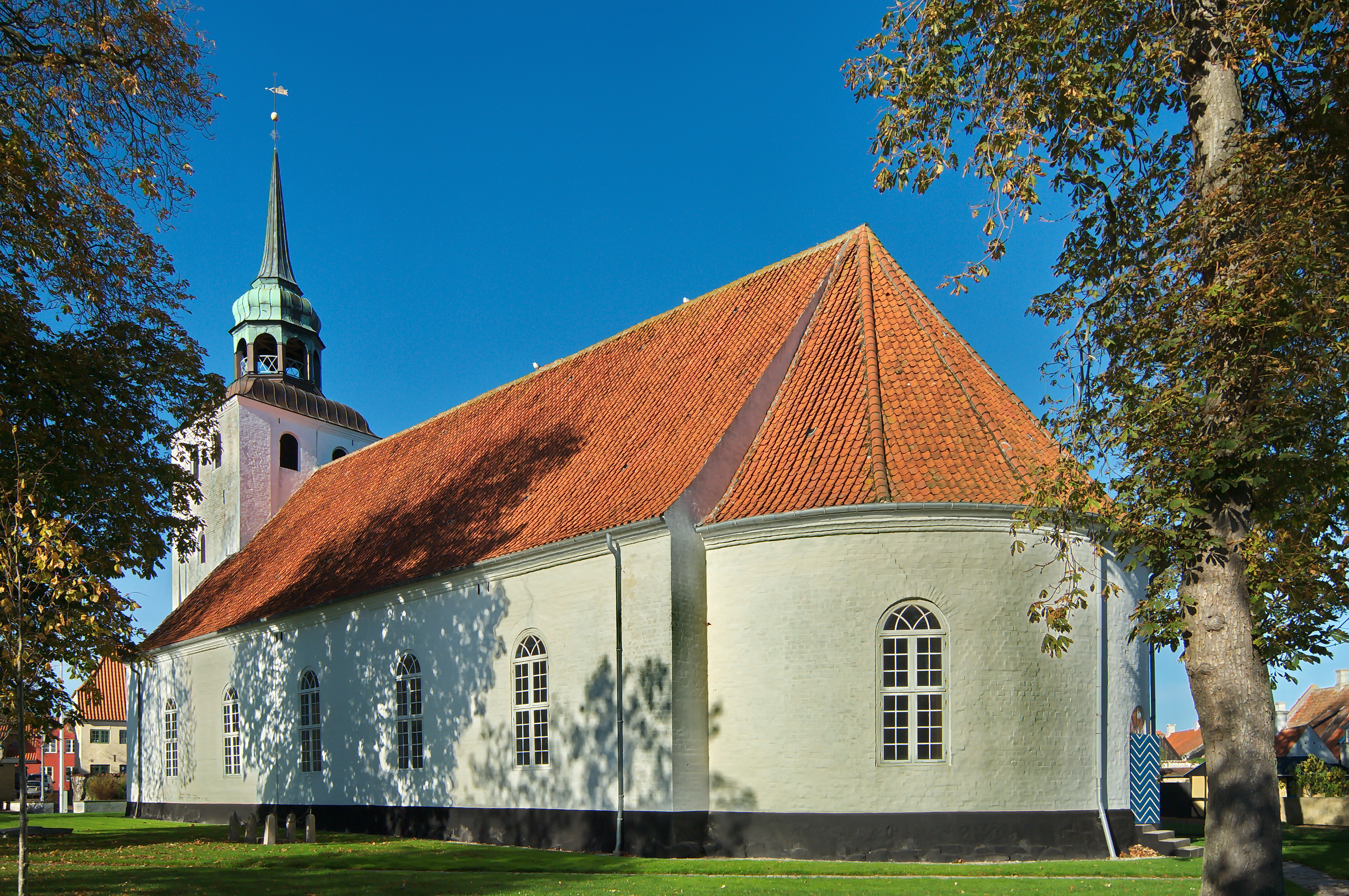
Místní kostel